# Quanjude

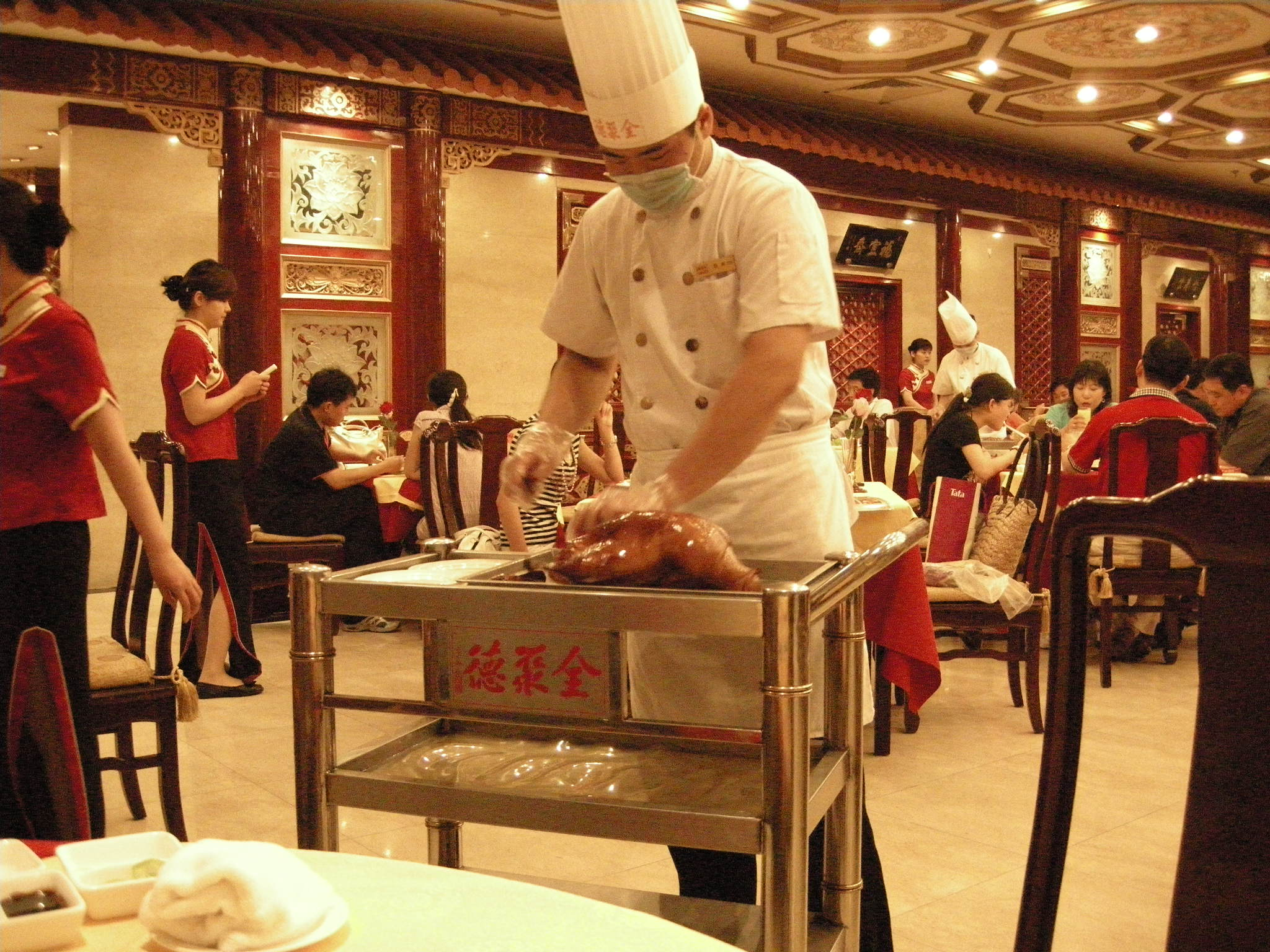
Sirviendo Pato Pekín.

Quanjude es un restaurante chino conocido por su Pato laqueado a la pekinesa. Fue fundado en 1864 durante la Dinastía Qing en Pekín, China. Cada año, el restaurante les sirve más de 2 millones de patos a más de 5 millones de clientes.
- Datos: Q3269017
- Multimedia: Quanjude / Q3269017